# Zorzines thaiensis
Zorzines thaiensis là một loài bướm đêm trong họ Noctuidae.